# Okrug Peć
| Пећки Округ Pećki okrug | Пећки Округ Pećki okrug |
|                         |                         |
| ----------------------- | ----------------------- |
| Staat:                  | Serbien                 |
| Fläche:                 | 2.450 km²               |
| Hauptstadt:             | Peć/Peja                |

Der Okrug Peć (serbisch Пећки округ Pećki okrug) war ein serbischer Verwaltungsbezirk im Westen der Provinz Kosovo und Metochien.
Am 17. Februar 2008 hat das Parlament der Republik Kosovo die Unabhängigkeit von Serbien erklärt. Seitdem ist der Status international umstritten und die serbische Bezirkseinteilung nur noch theoretisch existent.
Das Gebiet besteht aus folgenden Großgemeinden:
- Peć (albanisch Peja)
- Istok (albanisch Istog/Burim)
- Klina
- Dečani (albanisch Deçan)
- Đakovica (albanisch Gjakova)

Der Verwaltungssitz ist die Stadt Peć.